# Giáng Sinh nhớ đời
Giáng sinh nhớ đời (tiếng Anh: Love the Coopers; hay còn có tựa Christmas with the Coopers ở Anh và Ireland) là một bộ phim hài-chính kịch Giáng sinh của Mỹ 2015 do Jessie Nelson đạo diễn và Steven Rogers viết kịch bản. Phim có sự tham gia của một dàn diễn viên gồm Alan Arkin, John Goodman, Ed Helms, Diane Keaton, Jake Lacy, Anthony Mackie, Amanda Seyfried, June Squibb, Marisa Tomei và Olivia Wilde, kể về một gia đình không bình thường đoàn tụ trong kỳ nghỉ lễ.

## Nội dung
Cặp vợ chồng già Sam và Charlotte Cooper sắp ly hôn sau 40 năm chung sống. Charlotte thuyết phục Sam đợi đến khi những đứa con lớn của họ (Hank và Eleanor), cháu (con của Hank là Charlie, Bo và Madison), bố và em gái của Charlotte (Bucky và Emma) và dì của Sam (Fishy) tận hưởng một "Giáng sinh hoàn hảo" cuối cùng trước khi công bố kế hoạch ly hôn. Khi các cảnh quay chuyển qua lại giữa các thành viên trong gia đình Cooper, ký ức của họ cũng xuất hiện trong thời gian ngắn dưới dạng phiên bản trẻ hơn của chính họ.
Hank, vốn đang chật vật với cuộc ly hôn gần đây với Angie, mất công việc làm nhiếp ảnh gia chụp ảnh cho gia đình khi bị thay thế bởi một chiếc máy ảnh. Eleanor đã bay đến nhưng ở lại một quán bar ở sân bay chứ không về thẳng nhà bố mẹ mình. Cô gặp Joe, một người lính bị kẹt lại ở sân bay do tuyết rơi. Nói về quan điểm và lập trường khác nhau của họ trong các mối quan hệ, Eleanor tiết lộ rằng cô đang bí mật hẹn hò với một người đàn ông đã kết hôn. Cô ghét cách bố mẹ đánh giá cô vì chưa có cuộc tình nào, vì vậy cô đã thuyết phục Joe đóng giả bạn trai mình trong bữa tối của gia đình.
Bucky là một người thường xuyên đến một quán ăn địa phương, nơi ông kết bạn với Ruby, một cô hầu bàn khoảng 20 tuổi. Họ có một cuộc tranh cãi nghiêm trọng khi ông biết được cô sắp rời thị trấn để đến một địa điểm ngẫu nhiên trên bản đồ, tệ hơn khi nói với người khác nhưng "quá hèn nhát" để nói với ông. Sau đó ông xin lỗi và mời cô tham gia bữa tối của gia đình ông. Cậu học sinh trung học Charlie đã phải lòng Lauren, cuối cùng cậu cũng đã mạnh dạn hôn cô tại cửa hàng mà cô làm việc. Emma bị Sĩ quan cảnh sát Percy Williams bắt sau khi cô ăn cắp một món đồ trang sức để làm quà cho Charlotte. Trong xe của anh ta, Emma lôi cuốn anh ta vào cuộc trò chuyện, anh ta hài lòng và để cô đi với lời khuyên rằng cô nên tặng cho Charlotte thứ đắt nhất mà cô có thể mua.
Sam và Charlotte tiếp tục tranh cãi trong khi chuẩn bị bữa tối. Bốn thế hệ của gia đình Cooper đang đến ngôi nhà, cùng với Joe, Ruby và vợ cũ của Hank, Angie. Joe nói nhầm rằng anh và Eleanor đã đính hôn thay vì nói họ đang hẹn hò. Trong bữa tối, sự hỗn loạn bùng lên khi Hank và Angie tranh cãi về việc ly hôn, dẫn đến việc Bo hét lên với họ rằng "đừng cãi nhau nữa". Có sự cố mất điện trong giây lát, khi có điện trở lại thì Eleanor hôn Joe, Emma uống rượu của mọi người, và Ruby hét lên khi thấy Bucky đã gục xuống.
Tại bệnh viện, Hank và Ruby đi bên cạnh cáng của Bucky khi ông được đưa đi cứu chữa. Ruby hôn lên môi Bucky, Hank khó hiểu nhưng vô cùng cảm động. Trong phòng chờ, Charlotte tranh cãi với Eleanor khi bà biết được cô có ngủ với Bác sĩ Morrisey; Eleanor đã làm bà sốc hơn nữa khi thừa nhận rằng Joe chỉ là bạn trai giả của cô. Lúc Bucky đang ngủ, Charlotte và Emma tranh cãi về tình chị em đã tan vỡ của họ. Joe rời đi sau khi nhận ra mối tình của Eleanor và Morrisey, nhưng Eleanor đuổi theo anh sau khi nhốt Morrisey trong một căn phòng, và cả hai hôn nhau lần nữa. Charlie bất ngờ khi Lauren xuất hiện trong phòng chờ, trả lời tin nhắn mà cậu gửi cho cô (thực ra là Bo gửi nó để "giúp đỡ" anh trai). Hank an ủi Ruby như một phần của mối quan hệ chớm nở của họ. Sam và Charlotte hòa giải. Emma, nghe lời khuyên của Sĩ quan Percy, tặng cho Charlotte thứ đắt nhất mà cô có thể mua - một chiếc ghế tắm từ cửa hàng quà tặng của bệnh viện. Bucky tỉnh lại và bước đến nhà ăn, từ xa nhìn mọi người đang ăn bữa ăn Giáng sinh thì tình cờ âm nhạc vang lên làm cả gia đình Cooper vui vẻ nhảy múa cùng nhau.
Bộ phim được kể lại bởi Rags, chú chó St. Bernard của gia đình Cooper.